# Alfred von Hölder
Alfred Ritter von Hölder (* 14. August 1835 in Wimpfen am Neckar; † 3. Jänner 1915 in Wien) war ein österreichischer Kommerzialrat, Hof- und Universitätsbuchhändler, Verleger und k.u.k. Hoflieferant.

## Biografie
Alfred Hölder war seit 1850 im Buchhandel tätig und seit 1858 als Erster Gehilfe der Beck’schen Universitätsbuchhandlung in Wien. Nach dem Tode des Inhabers Friedrich Beck übernahm er 1860 die Leitung der Firma, 1862 heiratete er Becks Tochter. 1863 überließ er den Verlagsteil Friedrich Beck junior und war nur noch für das Sortiments- und Kommissionsgeschäft zuständig. Im Jahr 1864 gründete Hölder eine Filiale der Besck'schen Hof- u. Universitätsbuchhandlung in Baden bei Wien, welche er nur vier Jahre später an den Buchhändler Alfred Otto wieder veräußerte. Kurz darauf gründete er einen eigenen Verlag für medizinische, naturwissenschaftliche, pädagogische und juristische Veröffentlichungen. 1874 wurde er Universitätsbuchhändler, 1876 Hofbuchhändler und 1905 Buchhändler der Kaiserlichen Akademie der Wissenschaften. 
Hölder wurde 1881 nobilitiert (Ritter von Hölder). Im Jahr 1911 übergab er die Firma an seinen Sohn, der die Buchhandlung 1920 an J. Pichler und den Verlag 1921 an die Österreichische Industrie- und Handelsbank verkaufte. Durch Fusion mit den Verlagen Friedrich Tempsky und Anton Pichler’s Witwe & Sohn entstand daraus der Verlag Hölder-Pichler-Tempsky.

## Veröffentlichungen des Verlages  Hölder

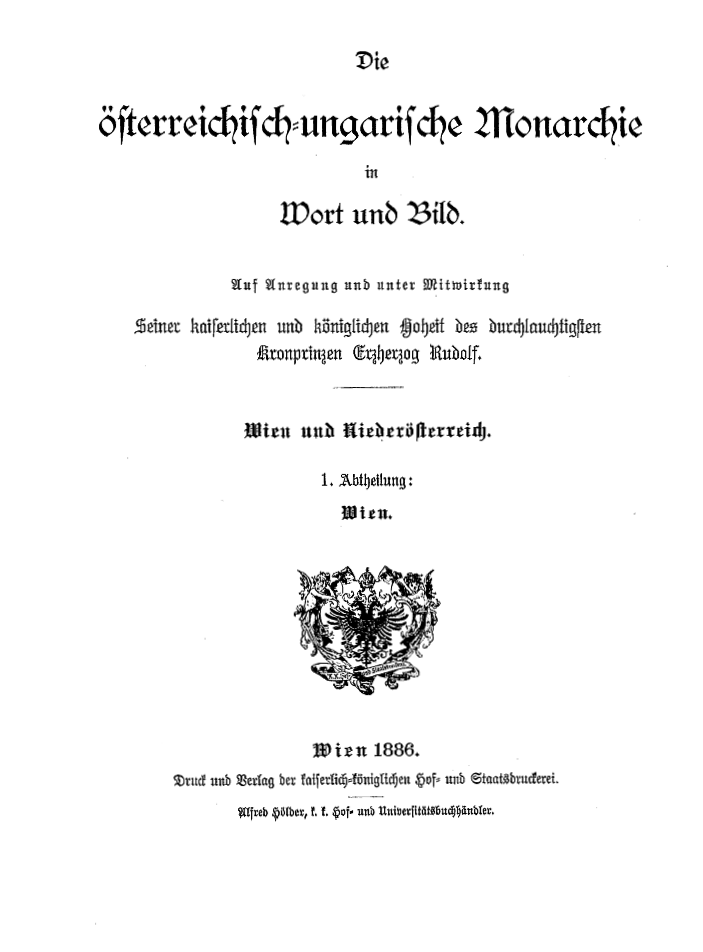
Seite von Band 1 des sogenannten „Kronprinzenwerks“ (1886), von Alfred Hölders Buchhandlung betrieben

Hölder verlegte insbesondere Lehrbücher für Hoch- und Mittelschulen sowie sonstige Unterrichtsliteratur. Zu den Autoren gehörten: 
- Josef Bersch: Handbüchern für Weinbereitung
- Carl Bernhard Brühl: Zootomie, Atlas von 200 Tafeln (1877)
- Carl von Etzel: Oesterreichische Eisenbahnen (6 Bände)
- Karl Weiss: Geschichtsquellen der Stadt Wien (1877)
- Carl Porges (Hrsg.): Wiener Handelsbibliothek
- Franz von Hauer: Die Geologie (3 Bände), sowie geologische Übersichtskarten Österreich-Ungarns (12 Blätter in Farbendruck)
- Alois Hauser: Über Säulenordnungen
- Oesterreichische Gesetze mit Materialien (44 Bände)
- Friedrich Müller: Grundriß der Sprachwissenschaft (3 Bände)
- Dionýs Stur: Flora der Vorwelt (2 Bände)
- naturwissenschaftliche Werke von Claus, Ettingshausen, Haidinger, Neumayr u. a.
- juristische Werke von Carl Graf Chorinský, Marcell Frydmann, Carl Samuel Grünhut, Schiffner, Menger, Sax
- das Österreichische Staatswörterbuch von Ernst Mischler und Joseph Ulbrich (3 Bände)
- geographische Werke von Emil Holub, Julius von Payer, Gustav Kreitner, Ludwig von Höhnel, Diener, Richard  Drasche, Urlamo usw.

Anfang des 20. Jahrhunderts wurde auch die Medizin zunehmend in Werken behandelt. Eines der ersten Werke von Hölder verlegt war Spezielle Pathologie und Therapie von Hermann Nothnagel, in 24 Teilen in 40 Bände gebunden, die in 120, meist umfangreichen Abteilungen erschien. Ferner sind zu nennen: 
- Paul Heymann Handbuch der Laryngologie und Rhinologie (4 Bände)
- Julius Scheff: Handbuch der Zahnheilkunde (2. Auflage in 4  Bänden)
- Anton von Frisch, Otto Zuckerkandl: Handbuch der Urologie (3 Bände)
- Moareks Handbuch der Hautkrankheiten (4 Bände)
- die Medizinische Handbibliothek, in über 11 Bände und zahlreiche andere.

Bekannt wurde auch das bei Hölder erschienene Monumentalwerk von 24 Bänden Die österreichisch-ungarische Monarchie in Wort und Bild (Kronprinzenwerk), das unter Mitwirkung des Kronprinzen Rudolf entstand.
Zu den Periodika von Hölders Verlag gehörten: 
- Abhandlungen des archäologisch-epigraphischen Seminares der Universität Wien, herausgegeben  von Otto Benndorf und Eugen Bormann
- Centralblatt für das gewerbliche Unterrichtswesen in Oesterreich, herausgegeben von Adolf Müller, seit 1883
- Jahreshefte des österreichischen archäologischen Institutes in Wien
- Oesterreichische Mittelschule. Statistische Monatsschrift, herausgegeben von der k. k. statistischen Central-Kommission
- Tschermaks Mineralogische und petrographische Mittheilungen, herausgegeben von Friedrich Becke
- Zeitschrift für das Privat- und öffentliche Recht der Gegenwart, herausgegeben von Carl Samuel Grünhut
- Zeitschrift für das Realschulwesen, herausgegeben von Emanuel Czuber, Adolf Bechtel Moriz Glöser
- Zeitschrift für Schulgeographie, herausgegeben von Anton Becker
- Zeitschrift für die Kunde des Morgenlandes, herausgegeben von Joseph von Karabacek, Müller und Leo Reinisch
- Das Österreichische Sanitätswesen
- Soziale Rundschau
- Wiener Entomologische Zeitung